# Fodor Nándor
Fodor Nándor (született Friedländer) (Beregszász, 1895. május 13. – New York, 1964. május 17.) parapszichológus, pszichoanalitikus, újságíró. Kutatásai középpontjában az okkult jelenségek, különösen a poltergeist állt. Jelentős a pszichoanalízis terén kifejtett munkássága is.

## Élete
A budapesti egyetemen tanult, ahol 1917-ben avatták jogtudományi doktorrá.
Négy évnyi ügyvédbojtárkodás után 1921-ben kivándorolt Amerikába, ahol hét évig újságíróként dolgozott az Amerikai Magyar Népszava újságnál. 1923–24-ben az Est-lapok New York-i, majd a Pesti Hírlap londoni tudósítója lett.
Nem sokkal New Yorkba érkezése után olvasta Hereward Carrington Modern Psychic Phenomena c. művét, ami érdeklődését a pszichológia felé fordította. Kapcsolatba lépett a szerzővel, és Carrington 1959-ben bekövetkezett haláláig barátok lettek. 1926-ban interjút készített Ferenczi Sándorral, aminek hatására a pszichoanalízissel is foglalkozni kezdett.
Nagy propagandát fejtett ki a trianoni békediktátum revíziója érdekében, amihez megnyerte Borah szenátort, a szenátus külügyi bizottságának elnökét is. 1928-tól 1936-ig Lord Rothermere titkára volt Londonban. Ebben az időben írta fő művét, az Encyclopaedia of Psychic Science-t, ami 1934-ben jelent meg. 1935–38 között a londoni nemzetközi pszichológiai kutatóintézet kutatási igazgatója volt, 1939-ben visszaköltözött New Yorkba, ahol a pszichoanalízis sokkal elfogadottabb volt, mint Európában, ezért analitikusi tevékenységének jobb terepet nyújtott. Az újabb amerikai években számtalan cikket és több könyvet írt.
1964. május 17-én New Yorkban érte a halál.

## Munkássága
- 1933-ban Londonban írt angol nyelvű munkát Papp Lajos kísérleteiről, későbbi 19 pszichoanalitikai munkája pedig már New Yorkban jelent meg.
- Szerkesztője volt Freud Pszichoanalízis-szótárának.
- Foglalkozott prenatális pszichológiával is (The Search for the Beloved: A Clinical Investigation of the Trauma of Birth and Pre-Natal Conditioning, 1949)
- Két munkája tárgyalta a kopogó szellem évszázados történetét (Haunted People: The Story of the Poltergeist down the Centuries, Hereward Carringtonnal, 1951; On the Trail of the Poltergeist, 1959)
- Freud, Jung, and Occultism című munkáját 1971-ben, már halála után adták ki New Yorkban.